# Graves (Dore)
Pour les articles homonymes, voir Graves.
Le ruisseau des Graves est un ruisseau français qui coule dans le département du Puy-de-Dôme. Il prend sa source dans les monts du Livradois et se jette dans la Dore en rive gauche. C'est donc un sous-affluent de la Loire par la Dore, puis par l'Allier.

## Géographie
La totalité du bassin versant du ruisseau des Graves se trouve dans le parc naturel régional du Livradois-Forez. 
Il prend sa source à 670 mètres d’altitude, près du lieu-dit « Bénetonne » (commune de Domaize). La totalité de son parcours est orientée Nord-Sud.
Il traverse d’abord un plateau parsemé de prairies et de forêts. À partir du lieu dit  « Cornette »  il s’enfonce dans des gorges boisées.
Le ruisseau rejoint la Dore en rive gauche au lieu-dit « Les Graves »  sur la commune de  Tours-sur-Meymont.

## Communes traversées
D'amont en aval, le ruisseau traverse ou longe les communes suivantes, toutes situées dans le département du Puy-de-Dôme : 
- Domaize
- Tours-sur-Meymont